# Chemin des fées
Ne doit pas être confondu avec Cheminée de fée.
Un chemin des fées, passage des fées ou sentier des fées est une route habituellement droite qu'on dit empruntée par des fées entre des lieux possédant une signification particulière, tels que des forts de fées (des habitations datant de l'âge du fer), des montagnes ou des collines, des buissons d'épineux, des cours d'eau, des affleurements rocheux ou des vestiges de l'âge de la pierre. Les alignements de sites et les sentiers aux esprits, tels que les sentiers à cadavres, partagent des caractéristiques avec les chemins des fées. Le concept est généralement associé au folklore celtique, particulièrement celui d'Irlande.

## Coexistence
Dans quelques régions de l'Irlande, de la Bretagne et de l'Allemagne, il existerait des chemins de fées ou des chemins d'esprits qui, bien qu'invisibles, sont reconnus par les populations locales, et les pratiques de construction ont été adaptées pour ne pas obstruer ces chemins. Les chemins de fées partagent un certain nombre de propriétés avec les alignements de sites. 
Dans plusieurs régions de l'Europe du Nord, les tumulus circulaires étaient vus comme les résidences traditionnelles des fées, des elfes ou des trolls et étaient en conséquence évitées par les populations locales (par exemple, Fairy Toot dans le Somerset, Elf Howe près de Folkton au Yorkshire et un tumulus circulaire à Beedon au Berkshire). Les Cornouailles seraient une place forte des fées : elles feraient la danse sur le cairn de Gluze près de St Just in Penwith. Au Jutland danois, il existe une croyance selon laquelle le « peuple des tumulus » habiterait dans des tumulus et serait les descendants des anges déchus expulsés du Paradis. De même, laisser des vaches brouter l'herbe aux emplacements où le petit peuple a posé le pied provoquerait la malchance. Cependant, les malheurs peuvent être évités si le berger demande à un « tumulus des elfes » la permission de laisser les vaches brouter sur son monticule. Au Danemark, il existerait des « tumulus des elfes » près de Galtebjerg, près de Kalundborg, entre Thisted et Aalborg, deux près de Sundby (où il serait accompagné par des apprentis) et près de Tröstrup (où un géant serait enterré). En Suède, des croyances semblables existeraient. Un tumulus circulaire, près de Kråktorps gård au Småland et appelé Helvetesbacke (« Bouche du Diable »), serait le tumulus funéraire d'Odin. En Allemagne, la chasse fantastique de Rodenstein se déroulerait sur un chemin droit entre les châteaux de Rodenstein et de Schnellert. 
À travers l'Europe, il existe des chemins des morts qui partagent plusieurs caractéristiques avec les chemins des fées. En Allemagne et aux Pays-Bas en particulier, ces chemins sont comme des fils droits invisibles. En langue allemande, ils sont désignés sous le nom de Geisterweg (« sentier des fantômes » ou « route des fantômes ») ou Helweg (« sentier du Diable » ou « route du Diable »), alors qu'en néerlandais, ils sont appelés Doodweg (« sentier de la Mort » ou « route de la Mort »). Une route droite passerait à travers différents tumulus funéraires situés près de Rösaring, Lassa dans le sud de la Suède.
Il existe des similitudes entre les chemins des fées et certaines croyances du feng shui : les maisons et les tombes doivent être éloignées des routes droites ou de tout autre forme linéaire, car des esprits maléfiques circuleraient selon ces lignes, apportant la malchance.

## Blocage des chemins des fées

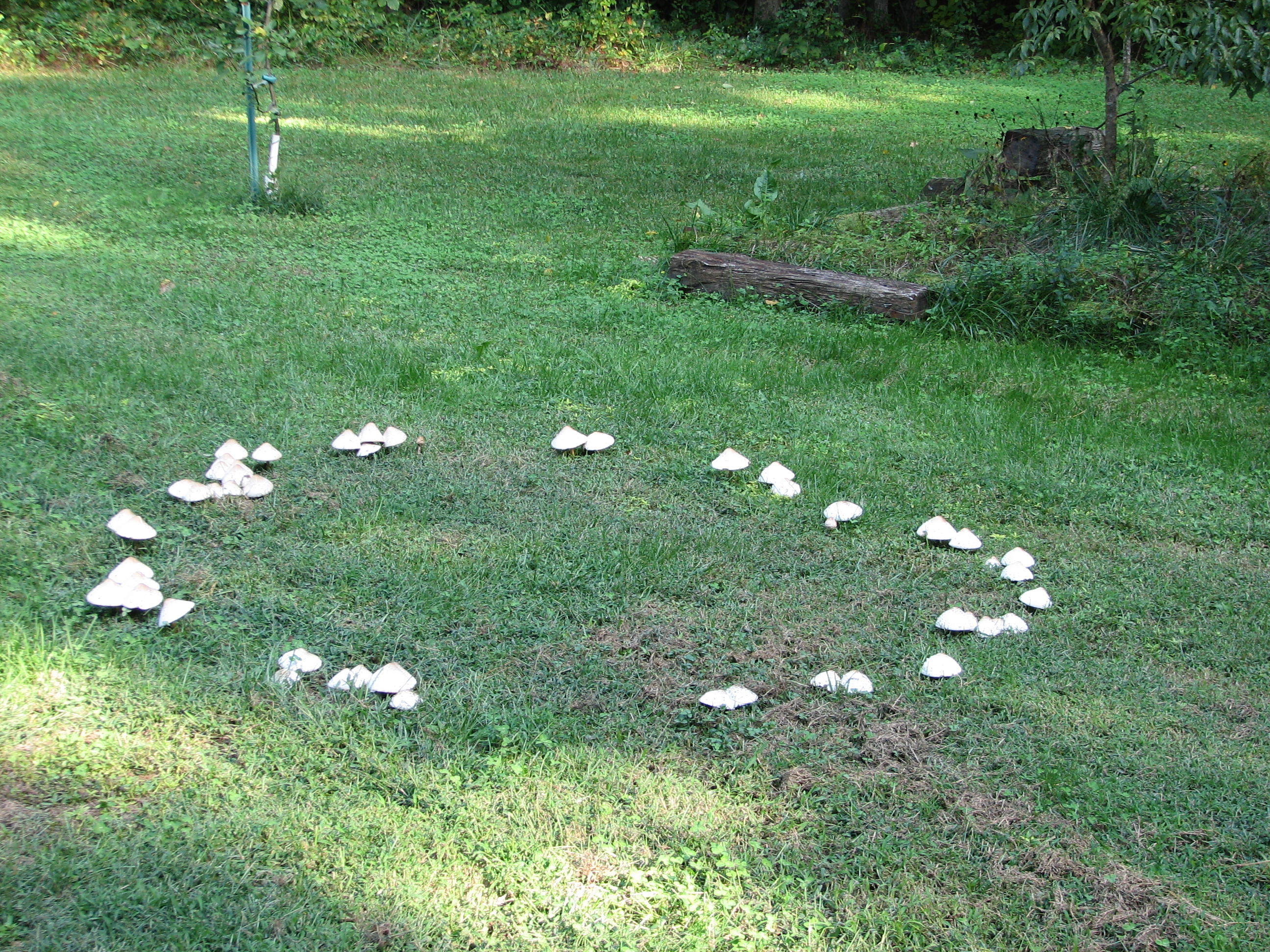
Un cercle des fées composé de champignons.

En Irlande, les personnes souffrant de maladies ou de malchance vivraient dans des maisons qui « sont sur le chemin » ou dans une « place opposée », c'est-à-dire qui obstrue un chemin des fées. Par exemple, quatre enfants d'une même famille sont morts des suites de maladies, les médecins étant incapables de trouver les causes. Le cinquième est tombé malade. Frôlant la mort, il s'est subitement remis. Le père a annoncé au médecin avoir consulté une femme qui lui avait indiqué qu'une rallonge récente à sa maison bloquait un chemin des fées entre deux forts de fées. Après que cette dépendance ait été démolie, son enfant s'est remis.

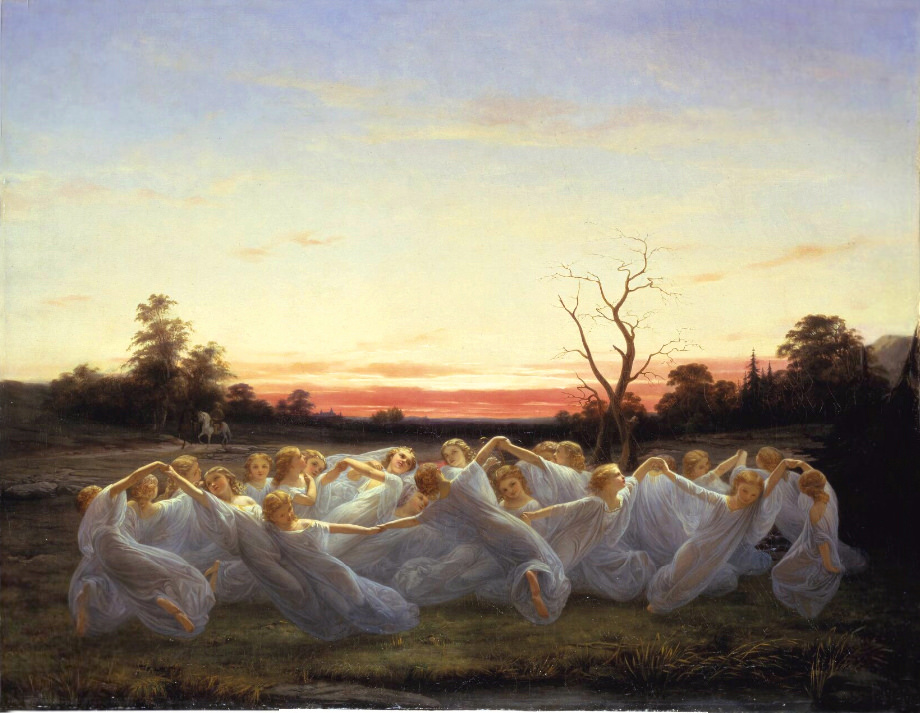
Ängsälvor (Elfes dans le pré) par Nils Blommér.

Une personne a raconté les problèmes qu'elle a vécus dans une petite ferme (devenue entretemps une grange pour vaches) à Knockeencreen, Brosna dans le comté de Kerry. Dans les années 1980, elle a rapporté que son grand-père y avait éprouvé des problèmes avec ses vaches, celles-ci tombant  malades périodiquement et de façon inexpliquée, au point d'en mourir. La porte avant de la grange faisait précisément face à la porte arrière. Le grand-père fut informé par une diseuse de bonne aventure que la bâtisse se trouvait exactement sur un chemin des fées reliant deux collines. Elle conseilla au grand-père de laisser les deux portes légèrement entrouvertes la nuit, permettant ainsi aux fées de passer sans peine. Une fois la recommandation suivie, les problèmes avaient cessé. La bâtisse est en effet sur une ligne droite qui relie deux collines de la région et, de plus, elle se trouve au bout d'un long chemin rectiligne,.
Toutes les nuits, il semble que des fées rayonnent à partir de Rath Ringlestown en Irlande. Pour cette raison, les parents s'assurent que leurs enfants sont à la maison avant que les fées ne circulent. Le chemin passe à travers plusieurs arbustes. Un homme avait coupé l'un d'eux, mais n'a pu le brûler. Il est tombé malade, conséquence de son geste. Le chemin passe aussi à travers deux maisons faites de murs en terre. Un homme s'y serait trouvé à l'heure où les fées passent : il en serait mort, les fées lui ayant lancé un sortilège pour s'être trouvé sur leur chemin.
Des propriétaires ont détruit les coins de leur maison pour ne pas entraver les chemins des fées et des cottages ont été construits en s'assurant que les portes avant et arrière sont alignées, ce qui laisse le loisir aux propriétaires de les laisser ouvertes la nuit, facilitant ainsi le passage des fées.
Certains croient qu'une maison construite sur un chemin des fées serait le théâtre de différents phénomènes paranormaux, dont des bruits la nuit. La malchance ou la maladie, tant chez les animaux que chez les humains, peut en résulter. Il serait possible de prévenir ces problèmes en allumant des feux le long des chemins des fées, mais l'allume-feu doit provenir du feu célébrant la naissance de Saint Jean Baptiste, le 23 juin de chaque année au matin.
Un conte folklorique traditionnel provenant du sud de Terre-Neuve au Canada rapporte qu'un couple nouvellement marié avait découvert qu'il avait construit sa maison sur un chemin fréquenté par le petit peuple. Il prit différentes mesures pour prévenir les problèmes pouvant résulter d'une telle situation. Il semble donc que le folklore féerique a rayonné en dehors de l'Europe vers le Canada, ou qu'il y existe de façon native.

## Détection et protection

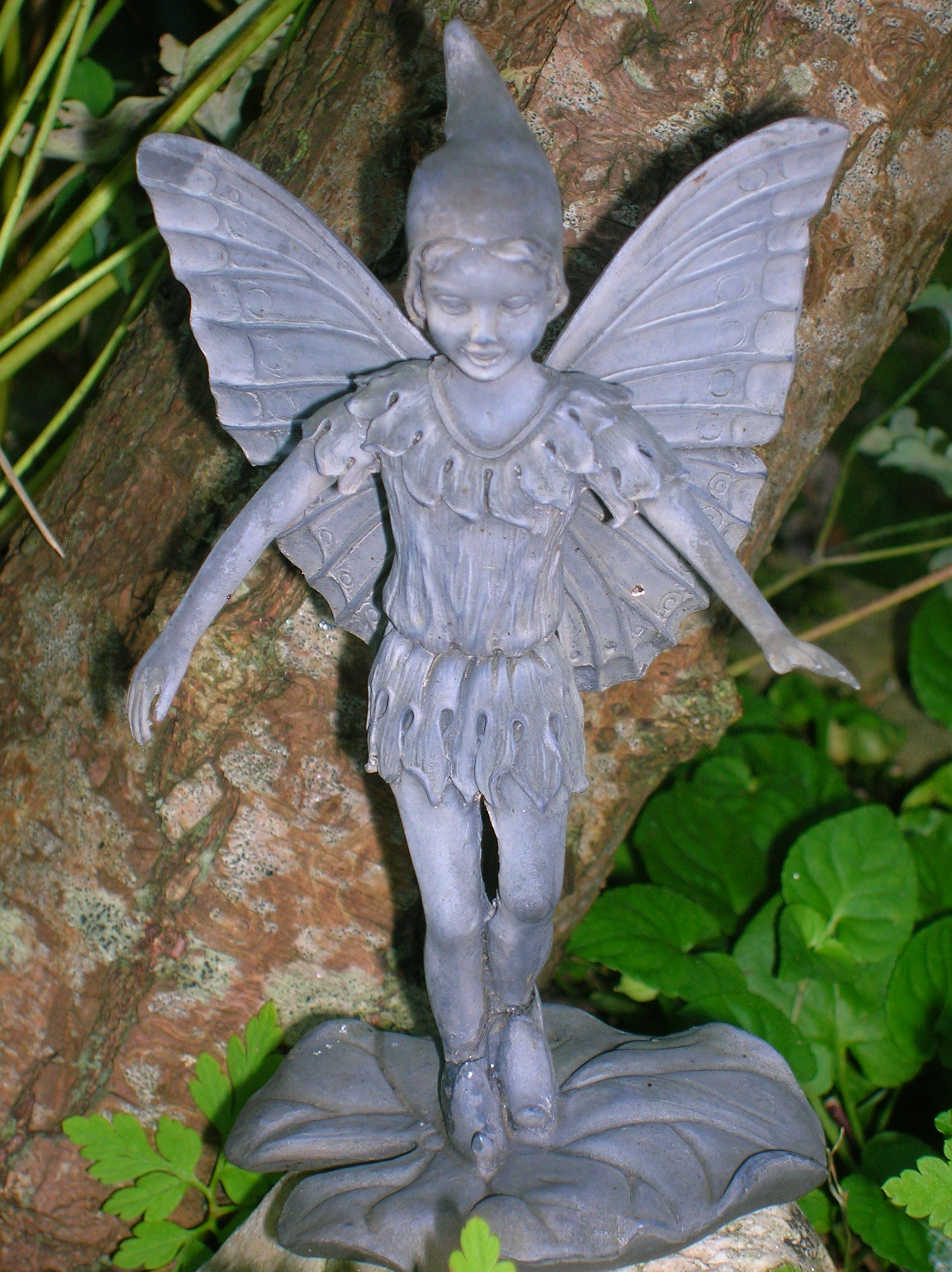
Statue d'une fée en résine.

Quelques constructeurs de maisons ont recours à une technique qui permettrait de savoir si la maison est située sur un chemin des fées. Ils tracent sur la terre le pourtour du plancher et placent un empilement de pierres sur chacun des coins. Si les pierres sont au même endroit le lendemain, ils estiment que le lieu est apte à accueillir une maison. Également, si une maison se trouve sur un chemin des fées, laisser les portes et les fenêtres entrouvertes la nuit permet aux fées de circuler sans peine. Il est aussi recommandé aux constructeurs de ne pas utiliser le quartz blanc, car c'est une pierre féerique. Une construction sur un chemin des fées qui serait détruite à deux reprises peut être reconstruite une troisième fois sans qu'elle  soit détruite à nouveau.
Les diseuses de bonne aventure seraient capables de conseiller les constructeurs sur l'existence des chemins des fées, mais elles sont le plus souvent consultées après que les problèmes surviennent.

## Marche le long des chemins des fées
Les chemins des fées doivent être évités, mais dans certaines régions, ils seraient bénéfiques aux humains, notamment les trods dans l'ouest de l'Angleterre (dans les herbes d'un champ, ce chemin des fées serait visible grâce à sa couleur verte qui diffère du reste du champ). Les personnes souffrant de rhumatismes peuvent se soulager en suivant ces sentiers, mais les animaux les évitent. Cependant, de grands malheurs peuvent arriver aux personnes qui les empruntent alors que le petit peuple y circule. Les cercles des fées partagent certaines caractéristiques et seraient des portes menant aux royaumes de ces êtres.
Au Pays de Galles, les Tylwyth teg (autre nom pour désigner les fées) circulent sur des sentiers provoquant la mort des humains qui les empruntent. En Bretagne, l'Ankou, roi des morts, et son peuple circulent sur des sentiers qui leur sont propres. Au Devon notamment, plusieurs contes rapportent l'existence d'esprits maléfiques, tels les pixies, qui tentent d'égarer les voyageurs, même si la région leur est familière,.

## Chemin des fées sous-marins
Des chemins des fées sous-marins existeraient en Irlande. Ces chemins, seulement empruntés par des fées, vont d'une île à une autre et sont pavés par des coraux, les rendant ainsi visibles, tout comme les êtres qui les empruntent, aux pêcheurs qui les surplombent.